# Madre de Dios (rijeka)
Madre de Dios (špa. Río Madre de Dios)  je rijeka koja sutokom s rijekom Mamoré formira rijeku Madeiru, pritoku Amazone. Duga je 1 100 km.

## Zemljopisne karakteristike
Rijeka Madre de Dios izvire na obroncima masiva Cordillera de Carabaya najistočnijem dijelu Anda u Peruu. Od izvora meandrira prema istoku sve do grada Puerto Maldonado, nakon tog ulazi u Boliviju skreće prema sjeveroistoku i teče kroz rijetko naseljen kraj tropske prašume do svog ušća.
Porječje rijeke Madre de Dios prostire se na oko 100.000 km², preko rijetko naseljenog prašumskog kraja u Peruu i Boliviji.
Dobar dio porječja rijeke zaštićen je kao rezervat prirode (Reserva de la Biosfera Manu, i nacionalni parkovi; Tambopata-Kandamo i Bahuaha-Sonene.
Madre de Dios je plovna za veće brodove u svom donjem toku, tek ispod vodopada na peruansko - bolivijskoj granici kod mjesta Puerto Heath. Uzvodno po njoj mogu ploviti jedino kanui. Rijeka je važna za transport kaučuka, koji se skuplja uz njegove obale.

## Vanjske poveznice
|  | Zajednički poslužitelj ima još gradiva o temi Madre de Dios (rijeka) |

- (engl.) Madre de Dios River na portalu Encyclopædia Britannica